# Frank Spitzer

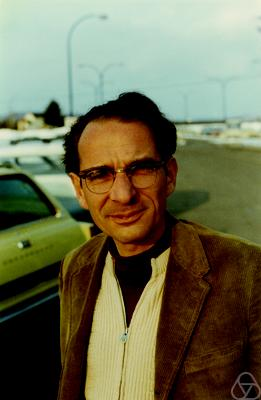
Frank Spitzer (1970)

Frank Ludwig Spitzer (* 24. Juli 1926 in Wien; † 1. Februar 1992) war ein österreichisch-amerikanischer Mathematiker, der sich mit Wahrscheinlichkeitstheorie befasste.

## Biografie
Spitzer wurde von seinen jüdischen Eltern – sein Vater war Anwalt – aufgrund der nationalsozialistischen Gefahr in ein Sommerlager nach Schweden geschickt und blieb in Schweden während des Zweiten Weltkriegs. Er besuchte dort die Schule, wobei er auch Schwedisch lernte, und begann an der Königlich Technischen Hochschule in Stockholm zu studieren. Seine Eltern und seine Schwester emigrierten über Frankreich und Nordafrika in die USA und holten Spitzer nach dem Krieg dorthin. Am Ende des Zweiten Weltkriegs meldete sich Spitzer in die US Army und leistete bis 1947 Militärdienst. Danach studierte er Mathematik an der University of Michigan, an der er 1953 bei Donald A. Darling promoviert wurde (On the Theory of the Stochastic Processes Which Appear in the Description of Two Dimensional Brownian Motion By Polar Coordinates).  1953 bis 1958 war er am Caltech (Instructor ab 1953, Assistant Professor ab 1955), war 1958 bis 1961 Associate Professor an der University of Minnesota und lehrte ab 1961 als Professor an der Cornell University.
Er war Gastwissenschaftler am Institute for Advanced Study und am Mittag-Leffler-Institut. Er war Mitglied der National Academy of Sciences (1981) und Guggenheim Fellow.
Er forschte zu Random Walks (über die er ein klassisches Lehrbuch schrieb), Fluktuationstheorie, Perkolationstheorie, und der Theorie wechselwirkender Teilchen (Interacting Particle Systems), einem Forschungsgebiet der Stochastik.

## Schriften
- Principles of Random Walk, Van Nostrand 1964, Springer 1976